# 罪惡鎖鍊

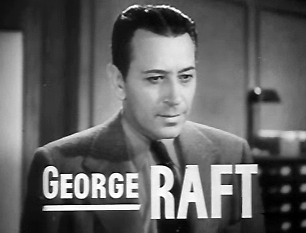
預告片中的喬治·拉夫特

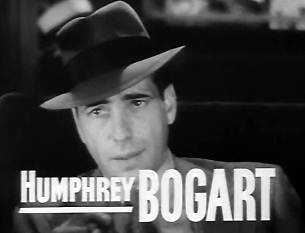
預告片

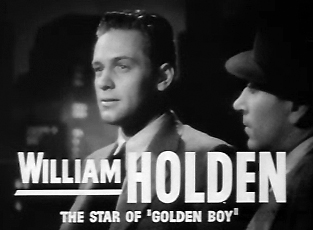
預告片

《罪惡鎖鍊》（英語：Invisible Stripes）是一部1939年的犯罪電影，由洛埃·貝肯執導。主演是喬治·拉夫特，飾演一名出獄回家後無法改邪歸正的黑幫，其他演員有珍·布萊恩、威廉·荷頓和堪富利·保加。華倫·B·朵芙編劇，改編自劉易斯·E·拉韋斯的英文同名小說，而劉易斯·E·拉韋斯是一名為監獄改革工作的熱心運動參加者。

## 演員
- 喬治·拉夫特（英语：George Raft） 飾 Cliff Taylor
- 珍·布萊恩（英语：Jane Bryan） 飾 Peggy
- 威廉·荷頓 飾 Tim Taylor
- 堪富利·保加 飾 Charles Martin
- 弗洛拉·羅布森（英语：Flora Robson） 飾 Mrs. Taylor
- 亨利·歐尼爾（英语：Henry O'Neill） 飾 Parole Officer Masters
- 保羅·凱利（英语：Paul Kelly (actor)） 飾 Ed Kruger
- 李·帕特里克（英语：Lee Patrick (actress)） 飾 Molly Daniels
- 馬克·羅倫斯（英语：Marc Lawrence） 飾 Lefty Sloan
- Joe Downing 飾 Johnny Hudson
- 杜莉·馬歇爾（英语：Tully Marshall） 飾 Old Peter
- 馬戈特·史蒂文森（英语：Margot Stevenson） 飾 Sue
- 約瑟·克萊漢（英语：Joseph Crehan） 飾 Mr. Chasen
- 切斯特·克魯特（英语：Chester Clute） 飾 Mr. Butler
- 約翰·漢密爾頓（英语：John Hamilton (actor)） 飾 Police Capt. Johnson
- 法蘭基·湯瑪斯（英语：Frankie Thomas） 飾 Tommy McNeill
- 威廉·哈德（英语：William Haade） 飾 Shrank
- 埃莫瑞·帕內爾（英语：Emory Parnell） 飾 警察

## 外部連結
- 互联网电影数据库（IMDb）上《罪惡鎖鍊》的资料（英文）
- TCM电影资料库上《罪惡鎖鍊》的资料（英文）
- AllMovie上《罪惡鎖鍊》的资料（英文）